# Fargues-Saint-Hilaire
Pour les articles homonymes, voir Fargues et Saint-Hilaire.
Fargues-Saint-Hilaire est une commune du Sud-Ouest de la France, située dans le département de la Gironde en région Nouvelle-Aquitaine.

## Géographie

### Localisation
Fargues-Saint-Hilaire est une commune de l'aire d'attraction de Bordeaux et de son unité urbaine, Elle se situe dans l'Entre-deux-Mers, sur la route départementale 936, aux portes de la métropole de Bordeaux. Elle est arrosée par la Laurence qui y prend sa source.

### Communes limitrophes
Les communes limitrophes sont Pompignac, Bonnetan, Carignan-de-Bordeaux, Lignan-de-Bordeaux et Tresses.
| Tresses              | Pompignac             |          |
|                      | Fargues-Saint-Hilaire | Bonnetan |
| Carignan-de-Bordeaux | Lignan-de-Bordeaux    |          |

### Climat
Pour des articles plus généraux, voir Climat de la Nouvelle-Aquitaine et Climat de la Gironde.
Historiquement, la commune est exposée à un climat océanique aquitain.  
En 2020, Météo-France publie une typologie des climats de la France métropolitaine dans laquelle la commune est exposée à un climat océanique et est dans la région climatique  Aquitaine, Gascogne, caractérisée par une pluviométrie abondante au printemps, modérée en automne, un faible ensoleillement au printemps, un été chaud (19,5 °C), des vents faibles, des brouillards fréquents en automne et en hiver et des orages fréquents en été (15 à 20 jours).
Pour la période 1971-2000, la température annuelle moyenne est de 12,6 °C, avec une amplitude thermique annuelle de 14,5 °C. Le cumul annuel moyen de précipitations est de 851 mm, avec 12,1 jours de précipitations en janvier et 7,1 jours en juillet. Pour la période 1991-2020, la température moyenne annuelle observée sur la station météorologique la plus proche, située sur la commune de Cadaujac à 10 km à vol d'oiseau, est de 13,8 °C et le cumul annuel moyen de précipitations est de 918,3 mm,. Pour l'avenir, les paramètres climatiques de la commune estimés pour 2050 selon différents scénarios d’émission de gaz à effet de serre sont consultables sur un site dédié publié par Météo-France en novembre 2022.

## Urbanisme

### Typologie
Au 1er janvier 2024, Fargues-Saint-Hilaire est catégorisée ceinture urbaine, selon la nouvelle grille communale de densité à sept niveaux définie par l'Insee en 2022.
Elle appartient à l'unité urbaine de Bordeaux, une agglomération intra-départementale regroupant 73  communes, dont elle est une commune de la banlieue,,. Par ailleurs la commune fait partie de l'aire d'attraction de Bordeaux, dont elle est une commune de la couronne,. Cette aire, qui regroupe 275 communes, est catégorisée dans les aires de 700 000 habitants ou plus (hors Paris),.

### Occupation des sols

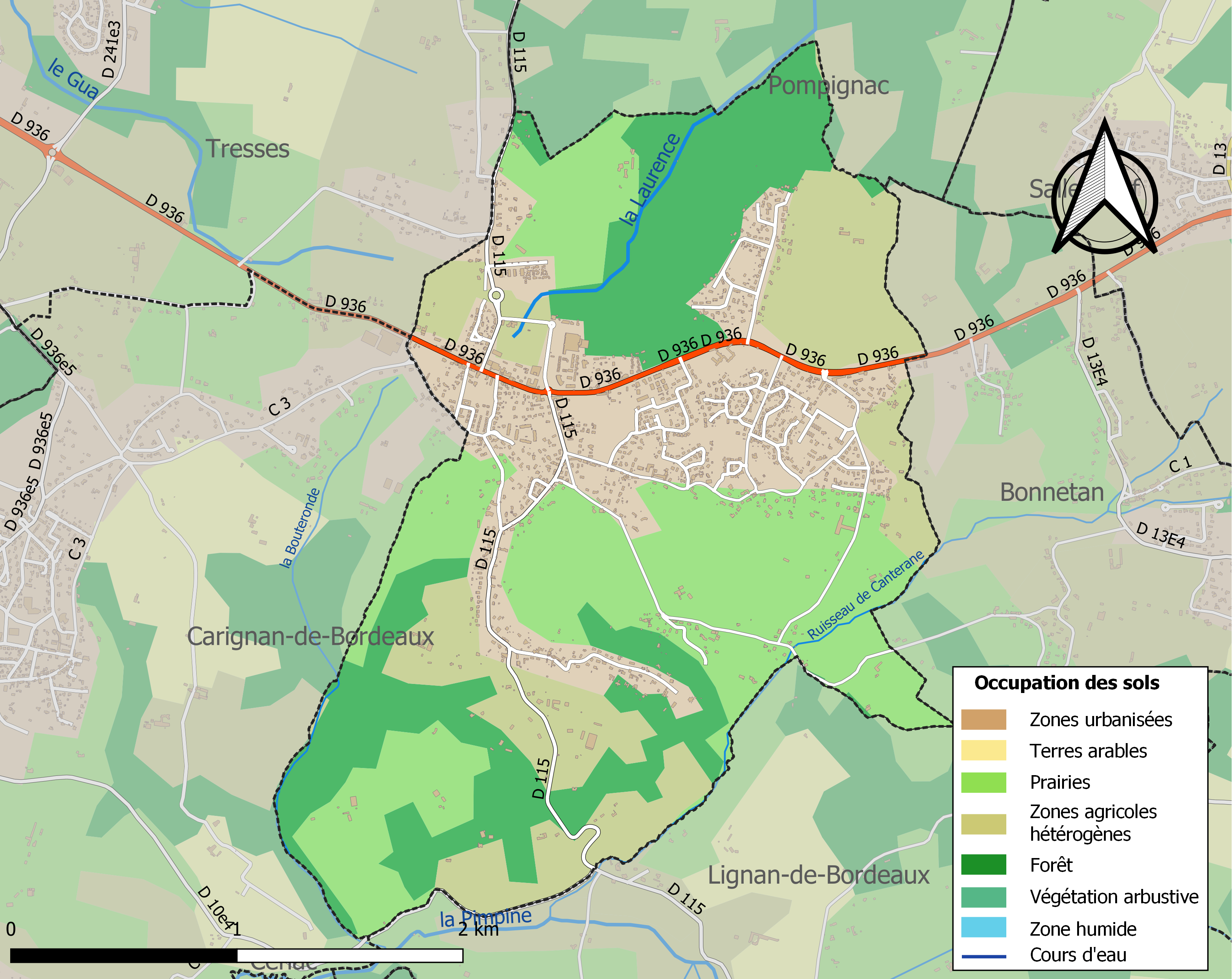
Carte des infrastructures et de l'occupation des sols de la commune en 2018 (CLC).

L'occupation des sols de la commune, telle qu'elle ressort de la base de données européenne d’occupation biophysique des sols Corine Land Cover (CLC), est marquée par l'importance des territoires agricoles (50,9 % en 2018), en diminution par rapport à 1990 (60,1 %). La répartition détaillée en 2018 est la suivante : 
prairies (31,4 %), zones urbanisées (24,6 %), forêts (24,5 %), zones agricoles hétérogènes (19,5 %). L'évolution de l’occupation des sols de la commune et de ses infrastructures peut être observée sur les différentes représentations cartographiques du territoire : la carte de Cassini (XVIIIe siècle), la carte d'état-major (1820-1866) et les cartes ou photos aériennes de l'IGN pour la période actuelle (1950 à aujourd'hui).

### Une «rue» de commerces et de services
(avril 2015).

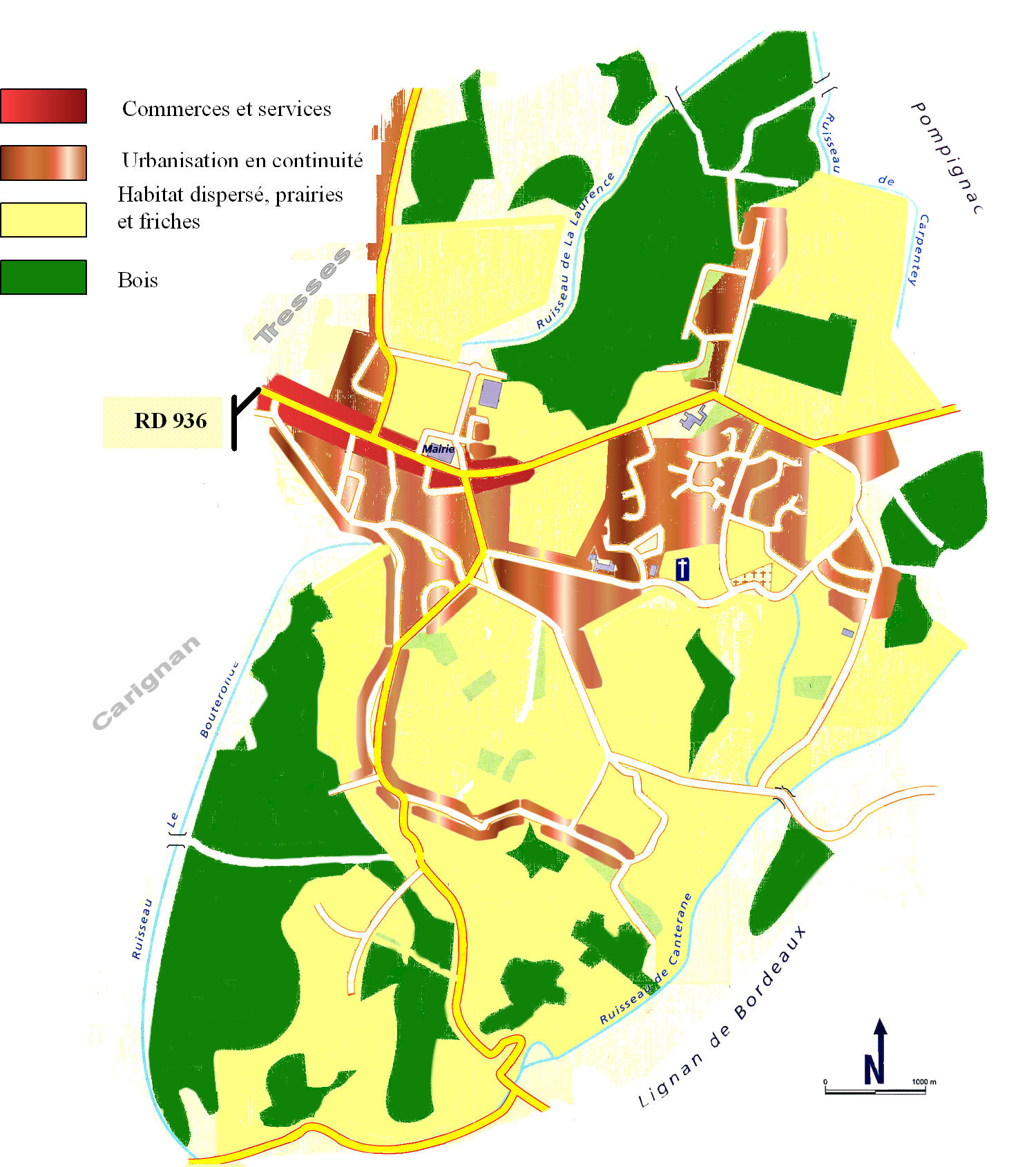
La commune de Fargues-Saint-Hilaire en 2008

À moins de cinq kilomètres de la rocade de Bordeaux, Fargues-Saint-Hilaire offre une palette de commerces et de services dont on ne trouve pas l’équivalent dans les communes voisines, ni dans les communes qui sont traversées par la RN 89. Seule Latresne sur les bords de la Garonne, l’ancienne bastide de Créon dans le cœur de l’Entre-deux-Mers ou Branne sur la même route RD 936, au moment du franchissement de la Dordogne, dispose d’un potentiel aussi étoffé. Ce n’est pas l’offre de service qui fait la singularité de cet ensemble. En effet, en relation avec l’importance de la population et surtout de sa croissance rapide depuis les années 1980, presque toutes les communes se sont dotées d’un ou de plusieurs cabinets médicaux, d’une pharmacie, d’agents immobiliers, d’assureurs, d’agences bancaires, de services à la personne (coiffeurs, esthéticiennes)… Fargues-Saint-Hilaire y ajoute un laboratoire d’analyses et un cabinet d’avocats. Le potentiel commercial assez diversifié, alors même que ce secteur est le plus directement menacé par les grandes surfaces installées à la périphérie de l’agglomération bordelaise, fait toute la singularité de Fargues-Saint-Hilaire. La commune possède un magasin, parfois deux dans toutes les branches du commerce alimentaire.
Fargues-Saint-Hilaire a compte un supermarché, rayonnant sur toutes les communes environnantes, installé un peu en retrait de la route principale, mais idéalement placée en bordure de la future déviation qui délestera le village d’une grande partie de son trafic. L’aire de chalandise de ce magasin se développe plus vers le cœur rural en voie d’urbanisation de l’Entre-deux-Mers que vers la rocade où la concurrence des hypermarchés est très forte. À l’exception du supermarché, la totalité des établissements de commerces et de services s’étirent le long de la RD 936. La densité d’établissements est plus forte au cœur du village, plus dispersée aux deux extrémités du noyau urbanisé. La réalité est quelque peu différente pour au moins deux raisons : l’avenue de l’Entre-deux-Mers, nom donné à la RD 936, reste avant tout une voie routière, à vocation régionale, de plus en plus empruntée ; l’occupation de cette artère par les commerces et les services paraît singulièrement inorganisée. S’opposent en effet des boutiques qui occupent l’ancien bâti au gré des ouvertures à des périodes variées et des emplacements plus récents dans des immeubles associant des espaces de commerces et de services en rez-de-chaussée et des appartements aux étages.
Cet état est le produit de l’histoire de cette mise en place. Il y a toujours eu des activités dans le quartier des Bons Enfants qui profitaient de la circulation sur la route départementale conduisant vers Bergerac, de l’arrêt du tramway qui assurait le trajet jusqu’à Camarsac. La reprise démographique après la Seconde Guerre mondiale a permis d’étoffer ce noyau embryonnaire. Mais en même temps la concurrence des grandes surfaces provoquait le dépérissement des commerces alimentaires. Au cours des années 1980, la municipalité avait fait réaliser une étude sur la possibilité de fixer un supermarché au carrefour des Bons Enfants. Cette tentative s’est soldée par un échec. Un peu plus tard, l’installation du supermarché sur un emplacement offrant plus de possibilités en raison d’une meilleure emprise foncière a permis de renforcer le commerce local. De plus les élus ont développé deux programmes immobiliers, l’un au carrefour des Bons Enfants, l’autre au carrefour de la route de Lignan, où sont associés emplacements pour les établissements de commerces et de services et appartements. Ces réalisations confortent la vocation de Fargues-Saint-Hilaire mais ne modifie pas fondamentalement la linéarité du développement des activités et l’absence de cohésion dans leur répartition.

### Les flux de circulation: atouts et contraintes
(avril 2015).
Même si la RD 936, assurant la relation vers Bergerac et la Dordogne, a été considérée comme une grande route au XIXe siècle par opposition au réseau de petites voirie communale qui y aboutissait, cela n’a plus rien à voir avec les flux de circulation enregistraient actuellement. Le flot de véhicules qui traversent Fargues-Saint-Hilaire est alimenté par deux artères au trafic à peu près équivalent. Près de 7 000 véhicules empruntent la RD 936 ; pour l’essentiel il s’agit de personnes qui travaillent à Bordeaux et dont le nombre s’accroît au fur et à mesure qu’on se rapproche de Fargues-Saint-Hilaire. L’autre flux, de près de 7 000 véhicules par jour, correspond au trafic de plus en plus intense en provenance de la région de Créon en relation avec la poussée de l’urbanisation dans les communes de cette partie de l’Entre-deux-Mers. Au total, en 2004, plus de 15 000 véhicules, dont une part modeste de poids lourds, transitent par Fargues-Saint-Hilaire en direction de l’agglomération bordelaise.
Deux feux tricolores ont dû être établis pour réguler la circulation et permettre aux voitures en provenance de Lignan et de Pompignac de couper cette artère à grande circulation. Ces deux feux occasionnent depuis quelques années un ralentissement important aux heures de pointe. Si, avec 15 000 véhicules par jour, le trafic est trois moins importants que la RN 89 avant sa jonction avec la rocade bordelaise, il suffit ainsi de peu pour congestionner cette artère pendant quelques heures. Ces passages ont certes été bénéfiques au développement des commerces et des services de Fargues-Saint-Hilaire, mais il apparaît que la saturation de la RD 936 nécessite des changements. L’élargissement de cette voie étant impossible au cœur du village, la décision a été prise de réaliser une déviation proposant une deux fois deux voies en continuité avec ce qui a déjà été réalisé dans la partie qui se connecte à la rocade bordelaise. La déviation a été inscrite dans le POS de 1994 : elle passe au nord de Fargues-Saint-Hilaire en évitant les zones urbanisées du lotissement des Coquelicots et de Beauséjour, sans jamais s’éloigner de l’ancien tracé qui reste accessible grâce à deux ronds points et en desservant le supermarché.
Quatorze années plus tard, la déviation n’existe toujours pas et il faudra attendre encore quelques années pour qu’elle voie le jour compte tenu des études à réaliser, de la durée des travaux et des oppositions qui se manifestent sur son tracé, voire son existence. En 2005 le Conseil Général de la Gironde estimait son coût à 25 millions d’euros. Cette déviation a été un des enjeux des dernières élections municipales (2008), si bien que l’ancienne municipalité a été battue par une nouvelle équipe défendant d’autres options. Sans entrer dans les détails, les débats ont porté sur le traitement de l’espace au recoupement de la route de Fargues-Saint-Hilaire à Pompignac et sur le rond-point à la sortie est de la ville. L’ancienne municipalité a tenté d’obtenir l’enfouissement au croisement de la route de Pompignac (RD 115) avant d’y renoncer en raison des coûts et de la consommation foncière engendrée par ce choix. En ce qui concerne le rond-point Est, la mairie s’est constamment opposée à une solution qui transformerait l’ancien tracé de la RD 936 en une impasse.

### Urbanisation sur le plateau, habitat diffus et paysages ruraux sur les pentes
(avril 2015).
La RD 936, qui emprunte probablement l’ancienne voie romaine, a un tracé qui suit approximativement le plateau à une altitude de 80 m et plus. De cette partie sommitale partent des cours d’eau qui créent un modelé contrasté. Sur la flanc nord de la RD 936, jusqu’à la limite de la commune de Pompignac, soit un quart environ de la superficie de la commune, la Laurence et son affluent le Carpentey ont peu entamé le plateau ce qui détermine un creusement à peine marqué. Il n’en est pas de même sur le flanc sud car les deux ruisseaux, Bouteronde et Cantérane, qui bordent à peu près la commune à l’est et à l’ouest, plongent très rapidement en direction de la vallée de la Pimpine qui coule à une altitude de l’ordre d’une vingtaine de mètres. L’érosion a été beaucoup plus intense donnant naissance à des vallonnements aux pentes plus fortes, surtout à proximité des deux ruisseaux et dans l’extrême sud de la commune. Cet affouillement du substratum a dégagé des terrains argileux qui furent exploités dans le temps. La route de la Tuilière témoigne de cette ancienne activité.
Malgré sa modeste superficie, 702 ha, Fargues-Saint-Hilaire demeure une commune au caractère rural, le bâti ne couvrant qu’une centaine d’hectares seulement. Les surfaces toujours boisées représentent tout de même 150 ha, mais leur répartition est très inégale. Deux grands ensembles forestiers s’imposent : l’un au nord de la RD 936 sur les anciennes terres du château de Beauséjour, l’autre sur le versant du ruisseau de la Bouteronde en relation avec les terres du château de la Frayse. Sur plus des deux tiers de la superficie communale, les espaces boisés sont diffus alternant avec des terres en friches, le plus souvent, en prairies parfois et rarement en labours. L’agriculture ne joue plus aucun rôle sur la commune de Fargues-Saint-Hilaire. On recensait près de 50 exploitations en 1970, une dizaine à la fin des années 1980, moins de cinq actuellement. Le POS de Fargues-Saint-Hilaire entérinait d’ailleurs cette situation en considérant qu’il s’agissait désormais de protéger les espaces verts dans des domaines devenus des propriétés d’agrément.
Ce très vaste territoire rural dans la partie sud de la commune est cependant affecté par un habitat diffus en raison de l’existence de quelques hameaux et surtout d’un réseau de chemins suffisamment dense qui favorise la construction de maisons individuelles. Les lotissements sont rares dans cette partie de la commune (celui de la Frayse sur la route de Lignan ou encore celui de la Tuilière sur le chemin du même nom), en revanche des concentrations de maisons affectent les anciens hameaux (Maron et Musset le long de la route de Maron, Cabaleyrot au croisement de la route de Maison Rouge et de celle de la Tuilière. Deux axes apparaissent plus urbanisés que les autres dans cette partie sud en raison d’un continuum de maisons individuelles : la partie de la route de Lignan jusqu’au carrefour de la route de Maron et cette dernière sur toute sa longueur ; la route de Maison Rouge.
Sur la partie sommitale du plateau, l’urbanisation forme un ruban de un à deux kilomètres de largeur de part et d’autre de la RD 936 entre la limite communale avec celle de Tresses et la route de Maison Rouge plus à l’est. Durant tout le XXe et la première moitié du XIXe, Fargues-Saint-Hilaire a compté deux entités urbaines distinctes. D’une part le secteur de l’église qui est aussi celui des écoles maternelles et primaires de la commune (dont une école privée), d’autre part le quartier des Bons Enfants rassemblant des commerces et des entreprises artisanales installées au carrefour de la RD 115 en provenance de Pompignac. Progressivement l’espace compris entre la RD 936, et le réseau de chemin qui court en parallèle plus au sud (chemin de Laurent, route des Écoles, chemin du lavoir) va être conquis par une série de lotissements plus ou moins importants : les lotissements du vallon des Coteaux du bocage, du Bocage, des Cèdres (61 lots), du Tertre des Forges constituent les principales opérations. Au nord de la RD 936, deux lotissements seulement : les Coquelicots en bordure de la RD 115 (avenue des Bons Enfants) et surtout le Cottage de Beauséjour (62 lots). Entre eux deux se trouvent le super U et les équipements sportifs et culturels de la commune.
En application des objectifs définis dans le POS de 1994, la municipalité a décidé de densifier l’occupation du sol en favorisant la construction d’immeubles proposant des appartements afin de donner naissance à un « pôle urbain de dimension humaine ». Trois opérations concourent à cette réalisation : celle entre le chemin de Laurent et la RD 936, l’immeuble réalisé au carrefour de la RD 115 et surtout le programme immobilier (groupe Belin) en cours d’achèvement qui se situe entre le Super U et la RD 936. Le dernier recensement (2006) prend en compte ce changement, puisque la part des appartements est passée de 8 % en 1999 à 13 % en 2006.

### «Accueillir de nouveaux habitants»
(avril 2015).

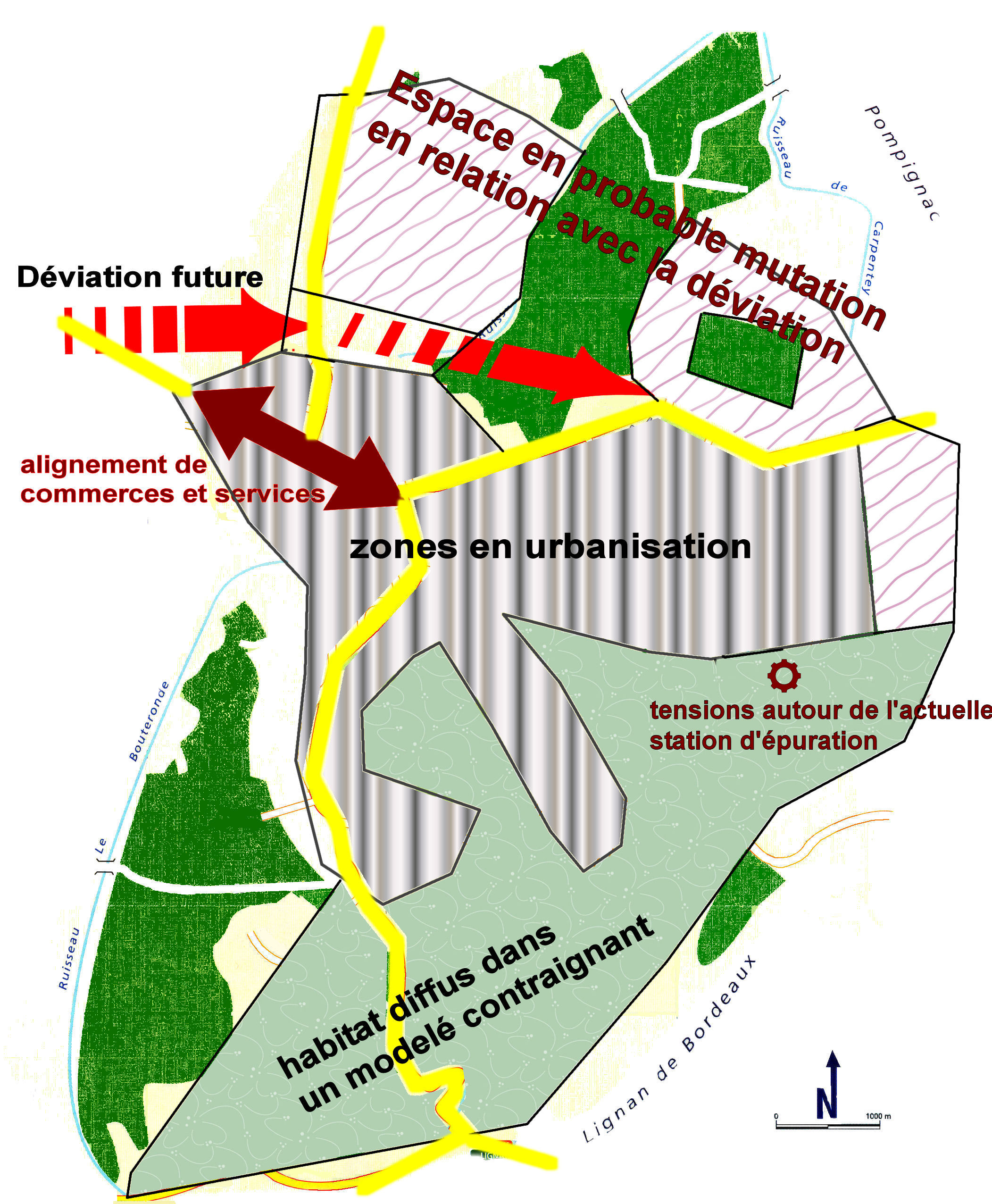
Dynamiques territoriales dans la commune de Fargues-Saint-Hilaire en 2008

Tel était le but de la municipalité depuis plusieurs années, objectif inscrit dans le plan d'occupation des sols de 1994. L’évolution démographique de Fargues-Saint-Hilaire depuis les années 1960 est tout à fait comparable à celle qu’ont connu les communes voisines. On comptait 855 habitants au recensement de 1962, plus de 2 400 en 2006. Cette progression s’est réalisée en plusieurs étapes. L’augmentation du nombre d’habitants reste modeste entre 1962 et 1975 : 249 personnes entre 1962 et 1968, un peu plus d’une centaine entre 1968 et 1975. Au rythme des nouveaux lotissements, la population s’accroît de manière plus soutenue aux deux recensement suivants : un gain de près de 400 en 1982 et de près de 450 en 1990. Durant les années suivantes la population de Fargues-Saint-Hilaire continue d’augmenter, mais le rythme est moins soutenu, 217 en 1999 et moins encore (166) en 2006. Trois raisons au moins interviennent pour comprendre le ralentissement de la croissance démographique : des édiles qui contrôlent mieux l’utilisation du foncier, la volonté de ceux qui sont déjà installée de préserver leur environnement, un report sur des communes plus éloignées parce que les prix du foncier ont grimpé depuis la réalisation de la rocade de la rive droite.
Cette poussée démographique repose presque exclusivement sur le solde migratoire. Ce solde résulte de la différence entre les arrivées et les départs. Il est très favorable depuis les années 1980, Fargues-Saint-Hilaire bénéficiant à chaque recensement d’un gain de l’ordre de 400 personnes, parfois plus. Ainsi, en 1999, le solde migratoire est de + 405, alors même que plus de 1 000 personnes sont venus s’installer à Fargues-Saint-Hilaire, que d’autres ont quitté, notamment les jeunes actifs. Ces nouveaux venus proviennent majoritairement de la Gironde (+649) et plus particulièrement de la Communauté urbaine de Bordeaux. Toutefois, ils ont été tout aussi nombreux à venir des autres régions françaises, certains ayant trouvé un travail dans l’agglomération bordelaise, d’autres ayant choisi la commune pour y prendre leur retraite.
La présence deux maisons de retraite sur la commune influence nettement les évolutions démographiques de la commune. La maison de retraite de Beauséjour, adossée au château classé monument historique, et celle du Clos Lafitte, proposent, chacune, de 80 à 100 lits médicalisés pour les personnes âgées. L’installation de ces personnes âgées participe de la progression du solde migratoire et au déficit du solde naturel. En effet, depuis leur ouverture dans les années 1960-70, le nombre des décès enregistrés à Fargues-Saint-Hilaire a bondi ce qui, compte tenu de la faible fécondité en relation avec la venue de jeunes ménages ayant déjà des enfants, se traduit par un solde naturel fortement négatif : -188 au recensement de 1999. La population âgée de ces deux maisons de retraite influence aussi la composition de la structure par âges de Fargues-Saint-Hilaire, notamment pour les plus de soixante ans qui sont surreprésentés. Cela vaut surtout pour le sexe féminin. Ainsi en 1999, par comparaison avec la commune voisine de Pompignac à la population sensiblement équivalente, on observait un écart de près de 10 % pour les femmes de plus de 60 ans qui représentait à Fargues-Saint-Hilaire, à cette date, 23 % de la population totale de sexe féminin dont 14 % pour les plus de 75 ans. Le recensement de 2006 confirme ce vieillissement. Les hommes de plus de 60 ans sont de plus en plus nombreux, 20 % de la population masculine, puisque leur espérance de vie s’améliore, et les femmes de plus 60 ans et plus atteignent le quart de la population féminine. Pour les autres tranches d’âges, en dehors du fait que leur part exprimée en pourcentage est un peu plus faible que dans les communes voisines en raison du poids des personnes âgées dans le total de la population, on ne relève pas de différences significatives par rapport à la situation qui prévaut dans les communes de la périphérie bordelaise. Les courants migratoires renforcent l’importance des habitants de moins 40 ans, notamment la tranche de 20 à 39 ans. Toutefois, le ralentissement de la croissance démographique entraîne de manière automatique l’accroissement de la catégorie de 40 à 60 ans qui au recensement de 2006 totalise le tiers de la population totale. Incontestablement il y a un vieillissement de la population communale.
La population de Fargues-Saint-Hilaire se répartit pour moitiés entre actifs et inactifs (2006). Parmi ces inactifs on compte près d’un quart de retraités, le reste étant constitué des jeunes de moins de 15 ans et des femmes au foyer. Si le taux de chômage est plus faible que pour la France entière, ce n’est pas en raison de emplois offerts sur le territoire communal malgré le potentiel en commerces et en services. En 1999, entre 100 et 150 personnes seulement travaillaient et résidaient à Fargues-Saint-Hilaire. Toutes les autres sont salariées dans les entreprises et les administrations de l’agglomération bordelaise. En 1999, près de 900 habitants faisaient le déplacement quotidien vers Bordeaux et sa proche banlieue en utilisant dans 85 % des cas une voiture. Bien que desservi par plusieurs lignes du système de transport en commun mis en place par le Conseil Général de la Gironde, la part des individus optant ce mode de transport ne dépasse pas 5 %. L’origine sociale des habitants de Fargues-Saint-Hilaire est semblable à ce qui a été observé sur les communes voisines et aux changements socioéconomiques en France. Au recensement de 1999 on ne comptait plus que quatre agriculteurs exploitants, moins d’une centaine d’artisans et chefs d’entreprises et moins de 150 ouvriers ; toutes ces catégories avaient en commun de reculer en valeur absolue et en pourcentage. Les catégories les plus représentées sont celles de profession intermédiaires et des employés (autour de 300 chacune). Notons la progression régulière des cadres et professions libérales (144). La réalisation de programmes immobiliers comportant des appartements apporte une touche de singularité par rapport aux communes voisines qui ont favorisé les maisons individuelles. Le recensement de 2006 prend déjà en compte ses effets : 13 % d’appartements et surtout 28 % de locataires. Les municipalités successives ont soutenu les différentes associations et ont œuvré pour fournir à la population de Fargues-Saint-Hilaire des équipements sportifs et culturels : terrains de football, de tennis dont un couvert, bibliothèque et salle de spectacle. À noter qu’il existe, sans lien avec la collectivité publique, un centre équestre et que le golf de 18 trous envisagé dans le POS de 1994 n’a jamais vu le jour.

### Risques majeurs
Le territoire de la commune de Fargues-Saint-Hilaire est vulnérable à différents aléas naturels : météorologiques (tempête, orage, neige, grand froid, canicule ou sécheresse), inondations, mouvements de terrains et séisme (sismicité faible). Un site publié par le BRGM permet d'évaluer simplement et rapidement les risques d'un bien localisé soit par son adresse soit par le numéro de sa parcelle.
La commune a été reconnue en état de catastrophe naturelle au titre des dommages causés par les inondations et coulées de boue survenues en 1982, 1983, 1999, 2009 et 2021,.
Les mouvements de terrains susceptibles de se produire sur la commune sont des tassements différentiels.

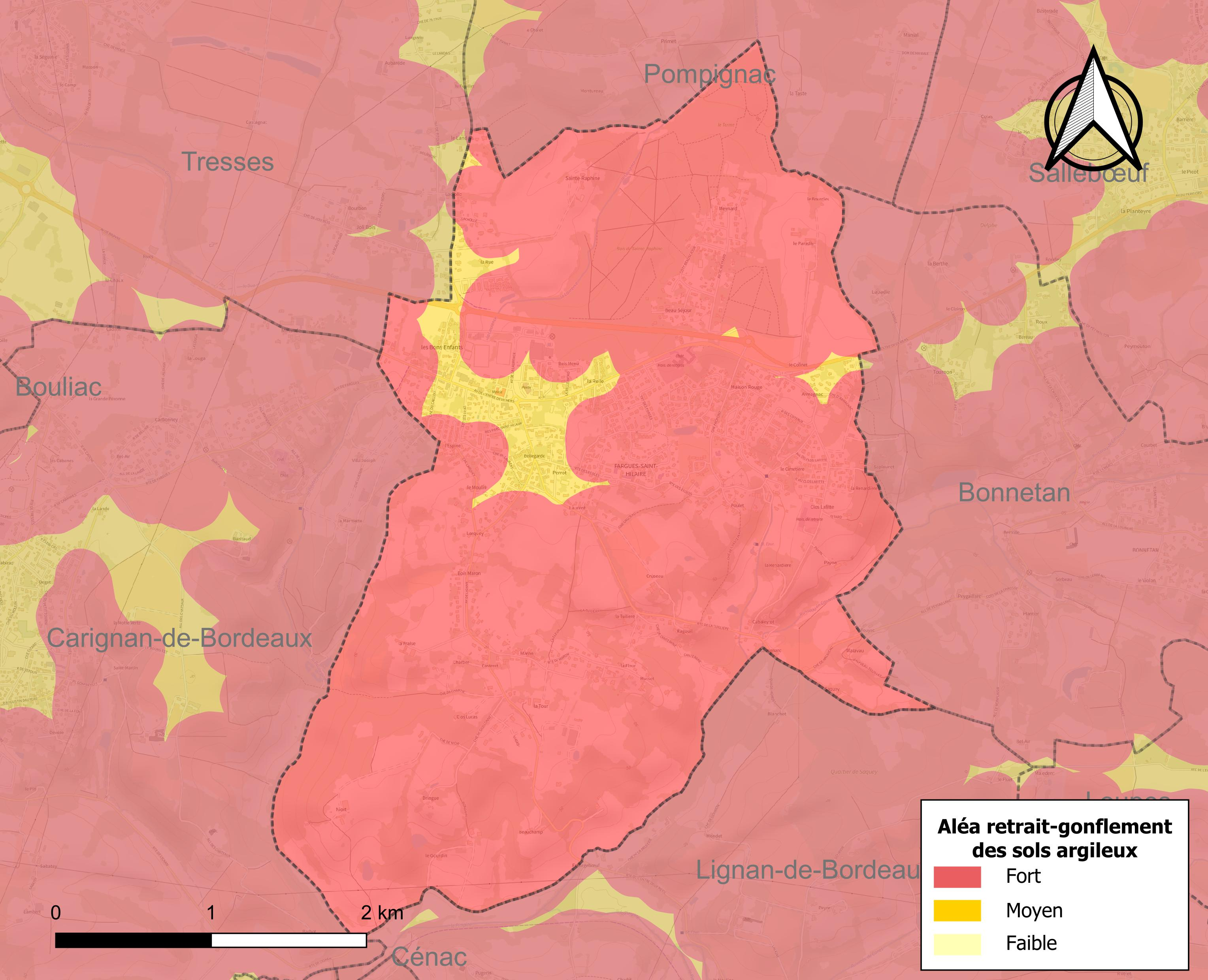
Carte des zones d'aléa retrait-gonflement des sols argileux de Fargues-Saint-Hilaire.

Le retrait-gonflement des sols argileux est susceptible d'engendrer des dommages importants aux bâtiments en cas d’alternance de périodes de sécheresse et de pluie. La totalité de la commune est en aléa moyen ou fort (67,4 % au niveau départemental et 48,5 % au niveau national). Sur les 1 048 bâtiments dénombrés sur la commune en 2019,  1 048 sont en aléa moyen ou fort, soit 100 %, à comparer aux 84 % au niveau départemental et 54 % au niveau national. Une cartographie de l'exposition du territoire national au retrait gonflement des sols argileux est disponible sur le site du BRGM,.
Par ailleurs, afin de mieux appréhender le risque d’affaissement de terrain, l'inventaire national des cavités souterraines permet de localiser celles situées sur la commune.
Concernant les mouvements de terrains, la commune a été reconnue en état de catastrophe naturelle au titre des dommages causés par la sécheresse en 1989, 1991, 2002, 2003, 2005, 2011 et 2017 et par des mouvements de terrain en 1999.

## Toponymie
Le village a été successivement dénommé Fargues-Entre-deux-Mers, Fargues, puis Fargues-de-Créon. Il est devenu finalement Fargues-Saint-Hilaire le 14 février 1886.
Fargues : Du mot latin Făbrĭca, avec métathèse, « atelier d'artisan », à l'origine de notre « fabrique », a principalement désigné une forge.

## Histoire
Lors du recensement de 1793 il y avait 458 habitants sur la commune, la population évolua lentement jusqu’en 1954 646 habitants), doubla au milieu des années 1960, pour être pratiquement multipliée par 6 actuellement (2 449 habitants). Fargues est l’expression gasconne du français : forges, à une époque ancienne l’artisanat du fer caractérisait la commune. La juxtaposition au nom Fargues du saint auquel était consacrée la paroisse, permit, en 1886 de différencier Fargues-Saint-Hilaire de Fargues-de-Langon (saint Hilaire fut évêque de Poitiers en 353).
Au Moyen Âge, il existait deux paroisses sur le territoire de l’actuelle commune. La paroisse Saint-Johan créée par l’ordre des Hospitaliers de Saint-Johan de Jérusalem, dont la chapelle se trouvait dans le grand champ sur la droite de la route de la tuilière, et la paroisse Saint-Hilaire avec son église située au centre de l’actuel cimetière (emplacement matérialisé aujourd’hui par une croix de pierre).
Au XIVe siècle une tour carrée, fortifiée et entourée de fossés fut élevée sur les hauteurs sud-ouest du village afin de servir de poste de défense avancé au seigneur de Cambes dont dépendait le territoire. Cette construction, à la suite des embellissements de ses propriétaires successifs prit, au XIXe siècle, la dénomination de « château la Tour de Fargues ». Le «château de Beauséjour », situé sur la route de Branne, fut construit en 1734 d’après  les plans de l’architecte Gabriel. Cette demeure pur style Louis XV comporte de vastes jardins à la française, des façades sculptées, une chapelle ainsi qu’une pièce d’eau. D’autres belles demeures comme Niort, Dringues, Cruzeau, Ragouil, Sainte-Raphine, Paradis ou bien la Frayse ont été construites entre les XVIIIe et XIXe siècles. Ces propriétés produisaient alors, vins blancs et vins rouges de qualité, la moitié de la superficie de la commune étant plantée de vignes. Des moulins à vent (Larquey et route des écoles) ainsi qu’un moulin à eau sur la Canterane, permettaient à la population composée essentiellement d’agriculteurs de moudre leur grain. Une tuilerie (au bout de « la route de la tuilière ») fonctionna jusque dans les années 1920 grâce aux réserves argileuses du sol. Le calcaire étant aussi très présent sur le territoire, plusieurs générations de carriers et de tailleurs de pierre farguais se sont succédé dans les carrières de Cruzeau et des villages alentour. De ces diverses activités, il ne reste aujourd’hui qu’un seul viticulteur ainsi qu’un éleveur de chèvres et producteur de fromage. Le cœur de la commune a été jusque dans le milieu des années 1850 cantonné aux abords du cimetière où s’élevait l’ancienne église. Cette église qui présentait fissures et lézardes à la suite du tremblement de terre de 1759, fut rasée et reconstruite en 1845 sur son emplacement actuel.

## Politique et administration
La commune de Fargues-Saint-Hilaire appartient à l'arrondissement de Bordeaux. À la suite du découpage territorial de 2014 entré en vigueur à l'occasion des élections départementales de 2015, la commune demeure dans le canton de Créon remodelé,. Fargues-Saint-Hilaire fait également partie de la communauté de communes des Coteaux Bordelais, membre du Pays du Cœur de l'Entre-deux-Mers.

## Démographie
L'évolution du nombre d'habitants est connue à travers les recensements de la population effectués dans la commune depuis 1793. Pour les communes de moins de 10 000 habitants, une enquête de recensement portant sur toute la population est réalisée tous les cinq ans, les populations de référence des années intermédiaires étant quant à elles estimées par interpolation ou extrapolation. Pour la commune, le premier recensement exhaustif entrant dans le cadre du nouveau dispositif a été réalisé en 2006.

En 2022, la commune comptait 3 504 habitants, en évolution de +22,52 % par rapport à 2016 (Gironde : +6,91 %, France hors Mayotte : +2,11 %).
| 1793 | 1800 | 1806 | 1821 | 1831 | 1836 | 1841 | 1846 | 1851 |
| ---- | ---- | ---- | ---- | ---- | ---- | ---- | ---- | ---- |
| 458  | 400  | 428  | 537  | 566  | 583  | 577  | 583  | 540  |

| 1856 | 1861 | 1866 | 1872 | 1876 | 1881 | 1886 | 1891 | 1896 |
| ---- | ---- | ---- | ---- | ---- | ---- | ---- | ---- | ---- |
| 557  | 601  | 606  | 600  | 615  | 507  | 575  | 548  | 566  |

| 1901 | 1906 | 1911 | 1921 | 1926 | 1931 | 1936 | 1946 | 1954 |
| ---- | ---- | ---- | ---- | ---- | ---- | ---- | ---- | ---- |
| 597  | 627  | 609  | 545  | 533  | 522  | 615  | 568  | 646  |

| 1962 | 1968  | 1975  | 1982  | 1990  | 1999  | 2006  | 2011  | 2016  |
| ---- | ----- | ----- | ----- | ----- | ----- | ----- | ----- | ----- |
| 855  | 1 104 | 1 212 | 1 583 | 2 032 | 2 249 | 2 415 | 2 691 | 2 860 |

| 2021  | 2022  | - | - | - | - | - | - | - |
| ----- | ----- | - | - | - | - | - | - | - |
| 3 404 | 3 504 | - | - | - | - | - | - | - |

## Culture locale et patrimoine

### Lieux et monuments
- Vestiges de l'ancienne église du XIIe siècle
- Tombes monolithes
- Chapelle Sainte-Raphine
- Église Saint-Hilaire de Fargues-Saint-Hilaire
- Chapelle

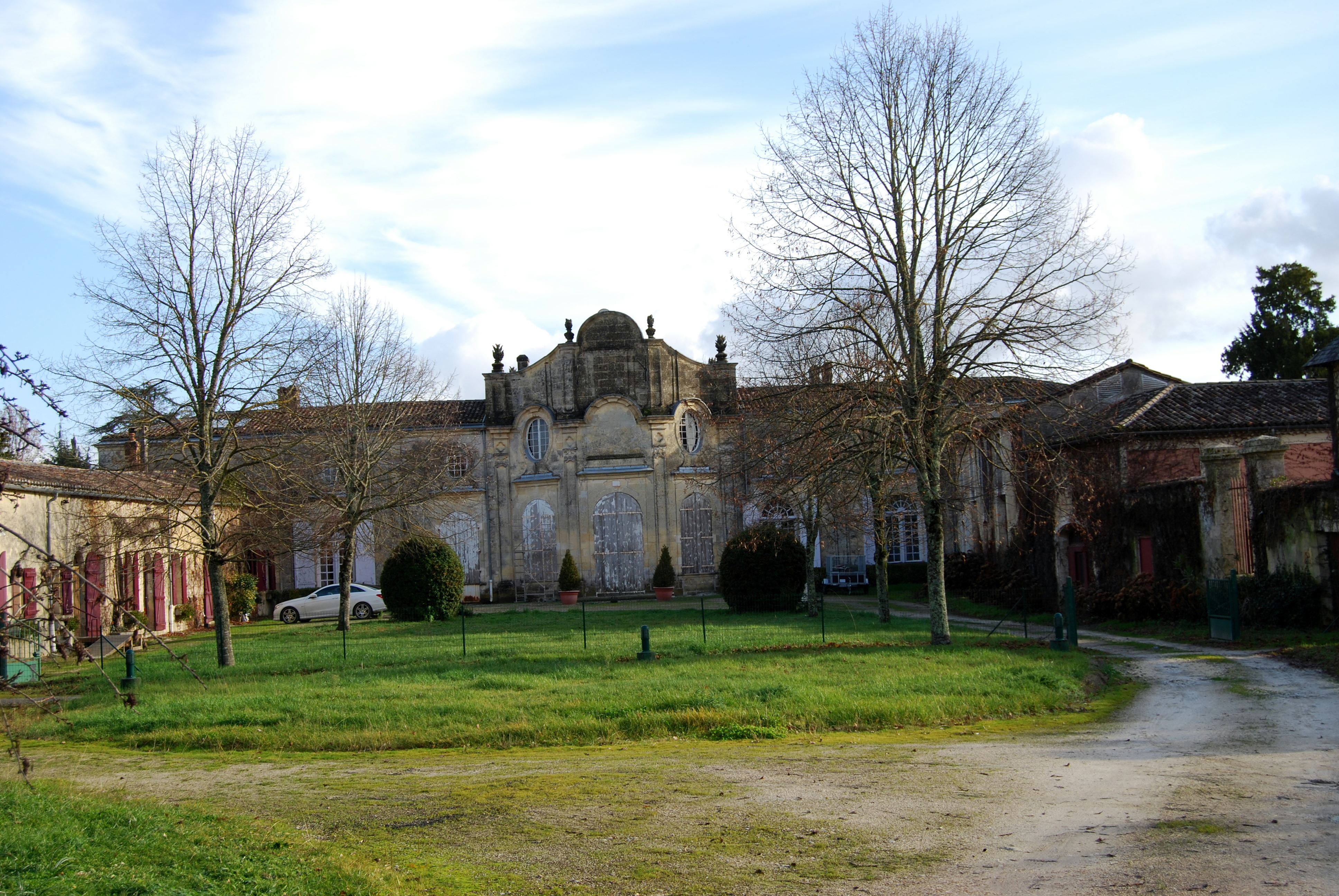
Château Beauséjour

- Château Beauséjour

## Héraldique
| Blason de Fargues-Saint-Hilaire | Blason  | Tranché d'or d'azur, à la corne d'abondance d'argent posée en pal, la pointe en bas, remplie d'épis de blés et de grappes de raisins et tenue par deux chérubins agenouillés, le tout au naturel et brochant. |
| Blason de Fargues-Saint-Hilaire | Détails | Le statut officiel du blason reste à déterminer. |